# Leuderode
Leuderode ist ein Ortsteil der Gemeinde Frielendorf im nordhessischen Schwalm-Eder-Kreis. 
Leuderode liegt östlich des Hauptortes mitten im Knüllgebirge am Osterbach. Die Kirche liegt auf einer kleinen Anhöhe mitten im Dorf.

## Geschichte

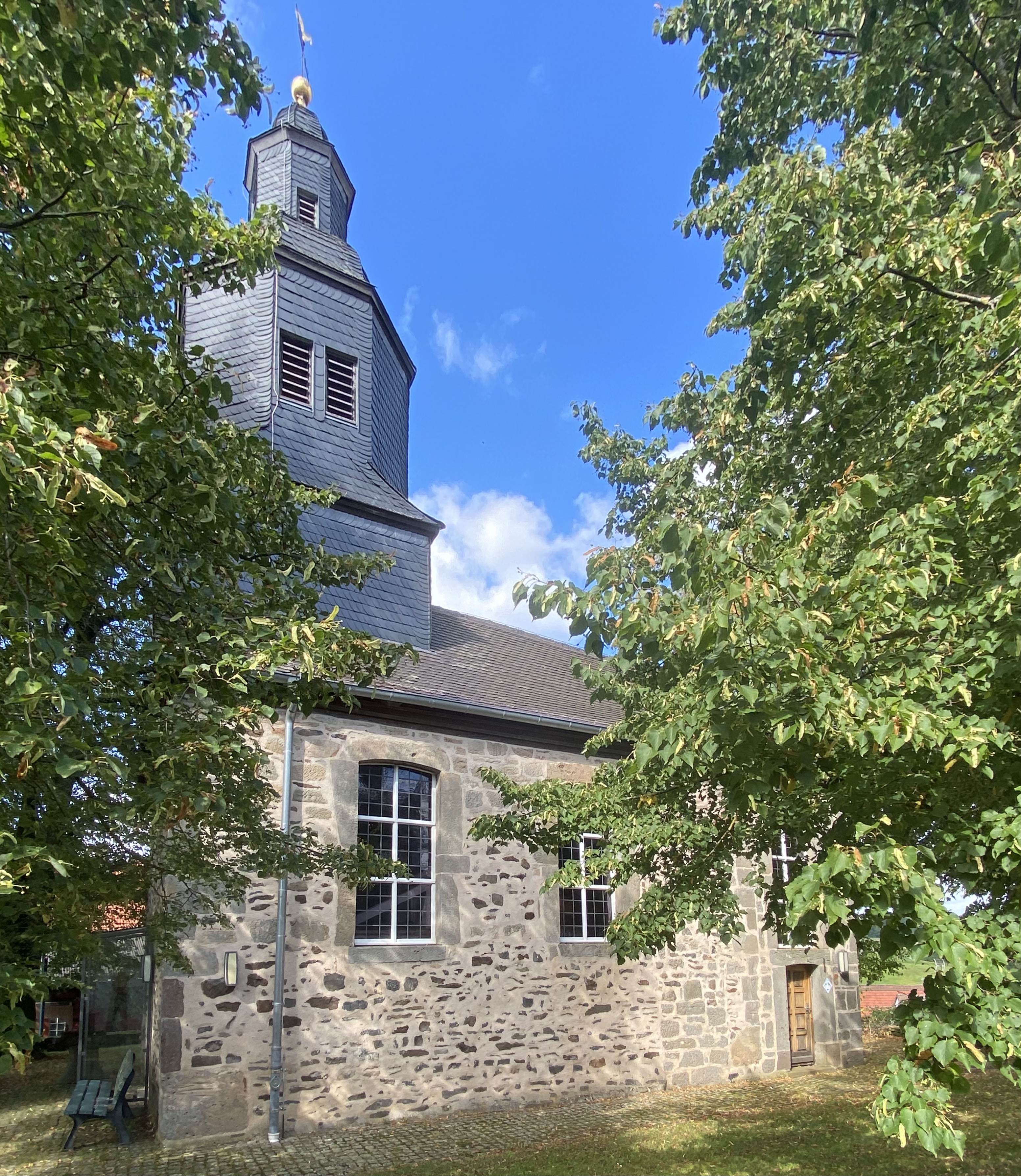
Evangelische Kirche Leuderode

Die älteste bekannte schriftliche Erwähnung von Leuderode erfolgte unter dem Namen Ludenrot im Jahr 1197. Hier wird der Ort als Gutshof „Ludenroth“ des Klosters Spieskappel in einer Verordnung von Papst Coelestin III. erwähnt. Weitere Erwähnungen erfolgten unter den Ortsnamen (in Klammern das Jahr der Erwähnung): Ludenroth (1213), Lutinrode (1215/39), Lutenrod (1235), Lutenrode (1254), Ludenrade (um 1490), Luderode, Luderodt (1537), Leutenrode, Leudenroda (1575/85), Leudenrode (1587), Luderode (1591), Leudenrohtt (1603), Leudenrodt (1610) und Leuterode (1780).
1261 wurde das Dorf vom Stift Hersfeld an das Kloster Spieskappel geschenkt. Mit der Einführung der Reformation endete ab 1525 die Beziehung zum Kloster in Spieskappel.
Zum 1. Januar 1974 wurden im Zuge der Gebietsreform in Hessen kraft Landesgesetz die beiden Großgemeinden Frielendorf und Grenzebach (das sich am 31. Januar 1971 aus den Gemeinden Leimsfeld, Obergrenzebach und Schönborn gebildet hatte) mit den bisher selbständig gebliebenen Gemeinden Allendorf, Großropperhausen, Leuderode, Spieskappel und Verna zu einer wiederum neuen Großgemeinde Frielendorf zusammengeschlossen. Sitz der Gemeindeverwaltung wurde Frielendorf. Für die ehemals eigenständigen Gemeinden von Frielendorf wurde je ein Ortsbezirk mit Ortsbeirat und Ortsvorsteher nach der Hessischen Gemeindeordnung gebildet.
2022 feierte das Dorf sein 825-jähriges Bestehen mit einem zweitägigen Dorffest.

## Bevölkerung

### Einwohnerstruktur 2011
Nach den Erhebungen des Zensus 2011 lebten am Stichtag, dem 9. Mai 2011, in Leuderode 132 Einwohner. Darunter waren 3 (2,3 %) Ausländer.
Nach dem Lebensalter waren 12 Einwohner unter 18 Jahren, 54 zwischen 18 und 49, 36 zwischen 50 und 64 und 27 Einwohner waren älter. Die Einwohner lebten in 57 Haushalten. Davon waren 18 Singlehaushalte, 12 Paare ohne Kinder und 18 Paare mit Kindern, sowie 9 Alleinerziehende und keine Wohngemeinschaften. In 12 Haushalten lebten ausschließlich Senioren und in 33 Haushaltungen lebten keine Senioren.

### Einwohnerentwicklung
| Quelle: Historisches Ortslexikon |                                                 |
| • um 1490:                       | 3 wehrhafte Männer                              |
| • 1537:                          | 20 Beisassen                                    |
| • 1569:                          | 56 Hausgesesse                                  |
| • 1575/85:                       | 43 Hausgesesse                                  |
| • 1639:                          | 14 verheiratete, 2 verwitwete Hausgesesse       |
| • 1681:                          | 22 Hausgesesse, zwei Ausschuss, ein Junggeselle |
| • 1742:                          | 33 Häuser                                       |
| • 1747:                          | 28 Hausgesesse                                  |

| Leuderode: Einwohnerzahlen von 1773 bis 2017 | Leuderode: Einwohnerzahlen von 1773 bis 2017 | Leuderode: Einwohnerzahlen von 1773 bis 2017 | Leuderode: Einwohnerzahlen von 1773 bis 2017 | Leuderode: Einwohnerzahlen von 1773 bis 2017 |
| --- | -------------------------------------------- | -------------------------------------------- | -------------------------------------------- | -------------------------------------------- |
| Jahr |                                              |                                              |                                              | Einwohner                                    |
| 1773 | 1773                                         |                                              | 141                                          | 141                                          |
| 1800 | 1800                                         |                                              | ?                                            | ?                                            |
| 1834 | 1834                                         |                                              | 193                                          | 193                                          |
| 1840 | 1840                                         |                                              | 211                                          | 211                                          |
| 1846 | 1846                                         |                                              | 205                                          | 205                                          |
| 1852 | 1852                                         |                                              | 212                                          | 212                                          |
| 1858 | 1858                                         |                                              | 220                                          | 220                                          |
| 1864 | 1864                                         |                                              | 225                                          | 225                                          |
| 1871 | 1871                                         |                                              | 205                                          | 205                                          |
| 1875 | 1875                                         |                                              | 187                                          | 187                                          |
| 1885 | 1885                                         |                                              | 211                                          | 211                                          |
| 1895 | 1895                                         |                                              | 205                                          | 205                                          |
| 1905 | 1905                                         |                                              | 192                                          | 192                                          |
| 1910 | 1910                                         |                                              | 169                                          | 169                                          |
| 1925 | 1925                                         |                                              | 179                                          | 179                                          |
| 1939 | 1939                                         |                                              | 161                                          | 161                                          |
| 1946 | 1946                                         |                                              | 311                                          | 311                                          |
| 1950 | 1950                                         |                                              | 294                                          | 294                                          |
| 1956 | 1956                                         |                                              | 241                                          | 241                                          |
| 1961 | 1961                                         |                                              | 221                                          | 221                                          |
| 1967 | 1967                                         |                                              | 184                                          | 184                                          |
| 1980 | 1980                                         |                                              | ?                                            | ?                                            |
| 1990 | 1990                                         |                                              | ?                                            | ?                                            |
| 2000 | 2000                                         |                                              | ?                                            | ?                                            |
| 2011 | 2011                                         |                                              | 132                                          | 132                                          |
| 2017 | 2017                                         |                                              | 133                                          | 133                                          |
| Datenquelle: Historisches Gemeindeverzeichnis für Hessen: Die Bevölkerung der Gemeinden 1834 bis 1967. Wiesbaden: Hessisches Statistisches Landesamt, 1968. Weitere Quellen: LAGIS; Gemeinde Frielendorf, Zensus 2011 |                                              |                                              |                                              |                                              |

### Historische Religionszugehörigkeit
| Quelle: Historisches Ortslexikon |                                                                    |
| • 1861:                          | nur evangelisch-reformierte Einwohner.                             |
| • 1885:                          | 211 evangelische (= 100 %) Einwohner                               |
| • 1961:                          | 186 evangelische (= 84,16 %), 34 katholische (= 15,38 %) Einwohner |

### Historische Erwerbstätigkeit
| • 1961 | Erwerbspersonen: 79 Land- und Forstwirtschaft, 27 Produzierendes Gewerbe, 8 Handel und Verkehr, drei Dienstleistungen und Sonstiges |

## Politik
Für Leuderode besteht ein Ortsbezirk (Gebiete der ehemaligen Gemeinde Leuderode) mit Ortsbeirat und Ortsvorsteher nach der Hessischen Gemeindeordnung. Der Ortsbeirat besteht aus fünf Mitgliedern.
Bei den Kommunalwahlen in Hessen 2021 betrug die Wahlbeteiligung zum Ortsbeirat Leuderode 65,4 %. Alle Kandidaten gehörten der Liste „Dorfgemeinschaft Leuderode“ an. Der Ortsbeirat wählte Helmut Poltmann zum Ortsvorsteher.

## Kulturdenkmäler
Für die Kulturdenkmäler des Ortes siehe die Liste der Kulturdenkmäler in Leuderode.